# Octopoteuthis deletron
Octopoteuthis deletron là một loài mực trong chi Octopoteuthis của họ Octopoteuthidae, chúng thuộc về phân loại bộ mực Oegopsida được tìm thấy ở độ sâu 400 đến 800 m (1.300 đến 2.600 ft) dưới vùng biển Thái Bình Dương, chúng được biết đến là có thể phát triển lên đến 24 cm (9,4 in). Loài mực ống Octopoteuthis deletron có khả năng tự cắt bỏ một phần tua tay của mình khi tấn công hoặc khi bị kẻ thù tấn công để phòng vệ. Điều này khác với bạch tuộc là loài luôn tung ra toàn bộ xúc tu của mình khi ở trong tình thế căng thẳng, mực O.deletron cắt phần cánh tay ở gần đối tượng tấn công hơn nên giảm thiểu được sự mất mát của cơ thể. Loài mực ở vùng biển sâu này có thể tự tách các phần của xúc tu nó (giống như thạch sùng đứt đuôi), phần cơ thể này vẫn tiếp tục nháy sáng (phát quang sinh học) và co giật, nhờ vậy làm mất tập trung một vật săn mồi còn nó có thể chạy trốn. 

## Khả năng
Octopoteuthis deletron là loài mực ống duy nhất có thể tự động cắt một phần cánh tay của mình. Các nhà khoa học đã quan sát được cơ chế tự vệ độc đáo này ở loài mực ống Octopoteuthis deletron, ngoài khơi vùng biển California (Mỹ). Nếu kẻ thù cố tấn công chúng, chúng sẽ móc các xúc tu vào da của kẻ thù, sau đó bỏ chạy, để lại những chiếc xúc tu bám chặt vào kẻ thù. Những chiếc xúc tu phát quang và nhúc nhích sẽ làm cho kẻ thù của mực ống không đủ thời gian để truy đuổi nó. Điều này đã được thực chứng qua thí nghiệm, khi các nhà nghiên cứu gắn một bàn chải vào 2 cánh tay mực rồi để con mực này lặn xuống biển ở độ sâu 830m. Kết quả sau 10 giây ngừng chuyển động, con mực đã gỡ ra khỏi vật bị mắc bằng cách tự hủy một phần cánh tay.
Kết quả tương tự, khi thử nghiệm chọc tức các con mực ống này trong phòng thí nghiệm, có 7 trong số 11 con tự hủy một phần cánh tay của mình. Hành vi này của mực giống như thằn lằn tự cắt đi phần đuôi của mình. Nhưng mực này cắt phần cánh tay ở gần đối tượng tấn công hơn nên giảm thiểu được sự mất mát của cơ thể. Phát hiện tính năng tự vệ của mực cho thấy khả năng phun mực để tạo ra một đám mây đen cho phép nó thoát khỏi kẻ thù thì mực cũng có thể tự cắt phần tay của mình để chạy trốn. Kèm theo đó nó sẽ phun ra một luồng ánh sáng để đánh lạc hướng kẻ thù hay con mồi tạo điều kiện cho mực tấn công hoặc trốn thoát. Phần cánh tay bị mất sau đó sẽ được mực tái sinh nhưng phải mất một thời gian, dù mực có khả năng mọc lại các xúc tu, nhưng chiến thuật này vất vả và sẽ tiêu tốn nhiều năng lượng của mực, nhưng như thế còn hơn là bị kẻ thù giết.